# So Close
Pour plus de détails, voir Fiche technique et Distribution.
So Close (夕陽天使,Chik yeung tin si) est un film hongkongais réalisé par Corey Yuen, sorti le 22 août 2002.

## Synopsis
Lynn et Sue, deux sœurs, sont tueuses à gages spécialisées et pirates informatiques dans l'espionnage industriel. Hong Yat Hong, jeune recrue de la police hong-kongaise se lance sur leurs traces après l'assassinat d'un millionnaire. En partant, Lynn devait apporter un gâteau pour Sue, mais en sortant de la pâtisserie, elle croise Cheng, son futur amour. De son côté, même après la mise en garde de Lynn à propos de Hong, Sue creuse un peu plus sur l'identité de Hong. L'anniversaire de Lynn, Sue envoya un gâteau à Hong, la policière qui est née le même jour que sa grande sœur. Mais en allant à la patisserie acheter un gâteau pour sa sœur, Sue croise Hong qui avait l'intention de l'arrêter. Avec l'aide de Lynn, Sue réussit à filer. Au même instant, des personnes sont entrés dans leur maison et tuent Lynn. Hong fut prise pour coupable d'avoir tué celle-ci. Au moment de l'arrestation de Hong, Sue fait son apparition. Elles décident de passer un accord, Sue accepte de donner l'enregistrement vidéo du meurtre de sa sœur à Hong qui suffirait largement à prouver son innocence mais en échange Hong devra l'aider à venger sa sœur Lynn. À la fin du film les deux personnes se séparent par des mots d'adieux, Sue dit la vérité à Cheng à propos de Lynn. Elle décide enfin de prendre sa vie en main.

## Fiche technique
- Titre : So Close
- Titre original : 夕陽天使 (Chik yeung tin si)
- Titre québécois : Arme virtuelle
- Réalisation : Corey Yuen
- Scénario : Jeff Lau
- Production : Po Chu Chui
- Musique : Sam Kao et Kenji Tan
- Photographie : Venus Keung
- Montage : Cheung Ka-Fai
- Pays de production : Hong Kong
- Format : Couleurs - 1,85:1 - Dolby Digital / SDDS - 35 mm
- Genre : Action, espionnage et thriller
- Durée : 110 minutes
- Date de sortie : 22 août 2002 (Hong Kong)

## Distribution
- Shu Qi (VF : Marie Millet) : Lynn
- Zhao Wei (VF : Dorothée Pousséo) : Sue
- Karen Mok : Hong Yat Hong
- Song Seung-heon : Yen
- Yasuaki Kurata : Maître
- Derek Wan : Maître
- Michael Wai (VF : Alexis Tomassian) : Ma Siu Ma
- Wan Siu-Lun (VF : Guillaume Orsat) : Chow Nunn
- Shek Sau (VF : Patrick Noérie) : Chow Lui
- Ki Yan Lam : Alice
- Josie Ho : Ching
- May Kwong : May

## Autour du film
- Ce n'est pas la première fois que Hong Kong met en scène de magnifiques tueuses. Citons par exemple Martial Angels, sorti en 2001, déjà avec Shu Qi, ainsi que Naked Weapon, réalisé en 2002 par Ching Siu-tung.
- La chanson qui revient régulièrement dans le film s'intitule (They Long to Be) Close to You et est interprétée par Corrinne May. Il est à noter que le CD de la bande originale du film contient une version chantée par Karen Mok en lieu et place de celle de Corrinne May.

## Récompenses
- Nomination au prix des meilleures chorégraphies (Corey Yuen et Jianyong Gao) lors des Hong Kong Film Awards 2003.